# Castillo de Burgalimar
El castillo de Baños de la Encina, que también se conoce como Burgalimar, es una fortaleza de origen almohade, construida entre finales del siglo XI e inicios del XII, sobre un pequeño cerro que domina la localidad de Baños de la Encina, situada en el norte de la provincia de Jaén (Andalucía, España).
Rodeado y flanqueado por una robusta y almenada muralla con catorce torres, más una decimoquinta torre del homenaje de factura cristiana, el castillo apenas ha sufrido daños, ya sean causados por el tiempo o la acción humana. Representa por tanto un ejemplo perfecto de fortaleza andalusí del siglo XII, al mismo tiempo que  posiblemente es uno de los castillos musulmanes mejor conservados de toda España. Su inestimable valor histórico y artístico es la razón por la que este castillo llegó a ser declarado como Monumento Nacional en 1931.

## Historia
El castillo de Baños de la Encina se estableció en una región importante y estratégica, justo en la entrada del valle del Guadalquivir y, por lo tanto, de Andalucía. 

### Datación
Según la teoría tradicional omeya, los trabajos de construcción de la fortaleza se iniciaron en 968 (año 357 de la Hégira), durante el gobierno del califa cordobés Al-Hakam II, como se cita en una lápida fundacional, cuyo original fue adquirido por la Real Academia de la Historia y se conserva en el Museo Arqueológico Nacional en Madrid. Su construcción sería entonces contemporánea a la edificación de fortalezas similares en la región, tales como el castillo de El Vacar, en la provincia de Córdoba, peor conservado. Según las crónicas de la época, el califa ordenó levantar varios recintos vastos fortificados de idénticas características a lo largo de todo el camino que conducía de Sierra Morena hacia Córdoba, con el fin de alojar a sus tropas (esencialmente compuestas por mercenarios magrebíes) que se dirigían hacia el castillo de Gormaz (provincia de Soria), al norte de al-Ándalus, para llevar a cabo razias contra los reinos cristianos. No obstante, esta línea de fortificaciones no iban dirigidas a objetivos defensivos, pues el país atravesaba entonces por un largo período de paz.
Esta teoría tradicional sobre su fundación ha sido descartada por A. Canto e I. Rodríguez Casanova, que no sería la fundacional, y las excavaciones arqueológicas de inicios del presente siglo, datando el castillo entre finales del siglo XI e inicios del XII, durante la dominación del Imperio almohade. Por ejemplo, en otras fortalezas omeyas como el castillo de Tarifa, Medina Azahara o la alcazaba de Mérida, las torres son macizas, sus adarves no sobresalen respecto a sus muros contiguos y tampoco se encuentra en época omeya tapias de hormigón de cal como las presentadas en este castillo. Sin embargo, existen multitud de castillos con unos tapiales muy parecidos al de Baños de época almohade.

### Conquista cristiana
En el siglo XI, tras el hundimiento y la separación del Califato de Córdoba en múltiples reinos de taifa este territorio se convierte en objeto de continuas y feroces luchas entre musulmanes y cristianos, estos ya en el área de Calatrava, que ven en los cercanos pasos de Sierra Morena como una pieza clave para acceder a Andalucía. Alfonso VII de León arrebata el castillo a los musulmanes en 1147, pero después de su muerte en 1157, la fortaleza vuelve a manos islámicas. Alfonso VIII de Castilla y Alfonso IX de León llegan a recuperar el castillo en 1189, sin ser este un éxito definitivo, pues tres días después de la batalla de Las Navas de Tolosa (1212), la fortaleza vuelve a pasar a ser dominio musulmán.

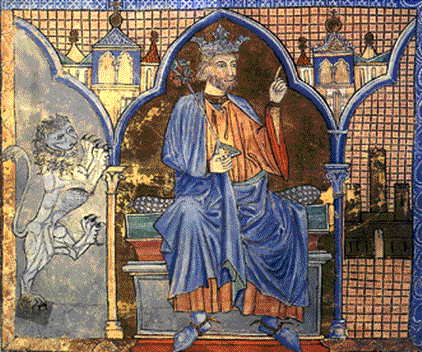
Fernando III de Castilla tomó definitivamente la fortaleza en 1225.

Hay que esperar al impulso decisivo que da Fernando III en pos de la reconquista del sur peninsular para que el castillo pase definitivamente, en 1225, al dominio castellano. El rey lo cede al arzobispo de Toledo, Rodrigo Jiménez de Rada, y su defensa y guardia es confiada a la Orden de Santiago, muy implicada en las operaciones militares del sur de la península ibérica. Poco tiempo después, Fernando III integra el pueblo de Baños de la Encina en la jurisdicción de la ciudad de Baeza, de la que dependerá hasta 1626, fecha en la que Baños de la Encina obtiene la condición de villa.
En 1458, en pleno período de disputas nobiliarias en Castilla, Enrique IV cede la fortaleza a su condestable, Miguel Lucas de Iranzo. La decisión provoca el rechazo y malestar de la población, que se niega a cambiar de jurisdicción. En 1466, el regidor de Baeza toma el castillo y lo devuelve a los partidarios del rey. Es en aquella época, con la construcción de la torre del Homenaje alrededor de uno de los bastiones originales musulmanes, cuando se modifica la fisonomía de la fortaleza. Previamente, en el siglo XIV habría sido reorganizado el espacio interior, con la edificación de un pequeño fortín sobre la plaza de armas, protegido por una muralla interior.
Durante la invasión napoleónica, las tropas francesas se apropian del castillo, que sufrió las consecuencias de su ocupación, y desde entonces hasta 1828, el patio del castillo serviría de cementerio parroquial.
Más recientemente, se emprenderían diversas labores de restauración, siempre bajo la tutela de la Dirección de Bellas Artes. En la actualidad es propiedad del Ayuntamiento de Baños de la Encina.

## El castillo

### El enclave
El castillo de Baños de la Encina se levanta sobre una pequeña colina rocosa que le permite dominar el pueblo y, por tanto, todo el paisaje que lo rodea. La fortaleza se encuentra a su vez acogida por otros importantes emplazamientos históricos, como así lo son las ruinas de la ciudad romana de Cástulo, varias casas señoriales de los siglos XVI y XVII, o varias ermitas donde entra la iglesia parroquial de San Mateo (del siglo XV).
Excavaciones arqueológicas realizadas en el interior de la fortaleza, han puesto al descubierto restos de uno o dos recintos amurallados que evidencian la existencia bajo la fortaleza de un asentamiento de la Edad del Bronce, hecho que proporciona datos sobre la cultura argárica, una de las más importantes de la antigüedad del Mediterráneo Occidental, lo que muestra que el asentamiento controlaría una de las zonas estratégicas más importantes del valle del Guadalquivir. Durante las mismas excavaciones también se ha puesto al descubierto la existencia de una fase ibérica con un oppidum del siglo IV, un mausoleo de época romana y después una fase medieval.

### Características

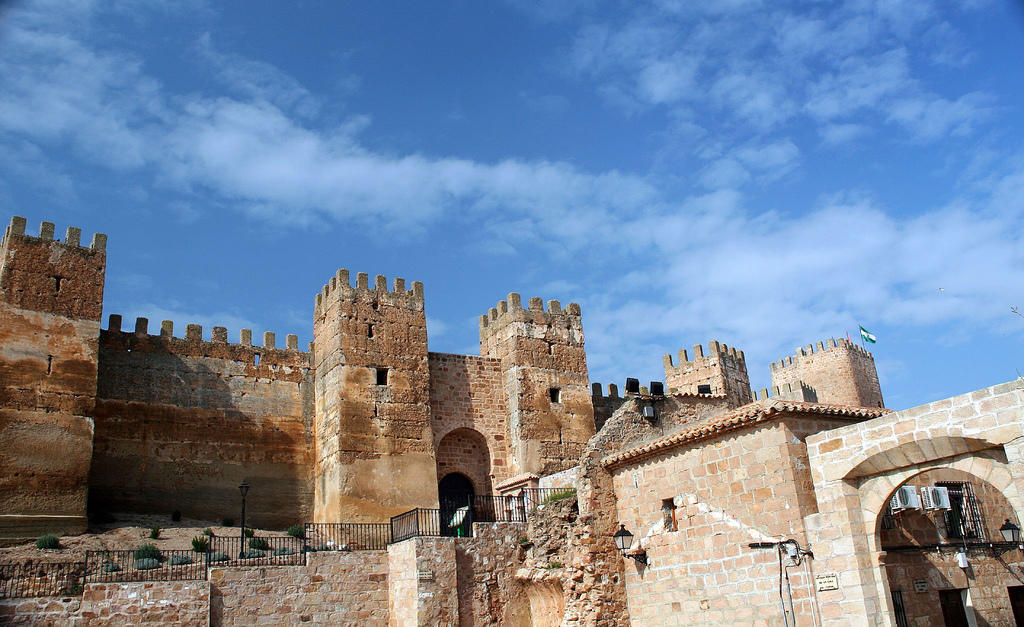
Exterior del castillo de Burgalimar.

De apariencia sobria, se presenta bajo la forma de un perímetro con forma oval (100 metros en su eje mayor y 46 m en su eje menor, con una superficie total de 2700 m2), punteado de catorce torres cuadrangulares de estilo califal y de igual altura sobrepasando apenas la de la muralla. El conjunto de estas catorce torres, severas y próximas entre sí, le confieren o afirman el carácter defensivo del castillo. Una torre adicional, la torre del homenaje (también llamada almena gorda), sería edificada en el siglo XV, y constituye en realidad una modificación cristiana de una de las torres originales. Esta torre, imponente, que resalta sobre las otras por sus dimensiones, no es característica de la arquitectura musulmana hispánica, sino que responde a cánones arquitectónicos cristianos. La torre del homenaje representa el poder de su ocupante. Así, su posición lo demuestra, pues no se dirige hacia el paisaje, sino hacia el pueblo, revelando por tanto su utilización simbólica, fiel a la costumbre feudal.
Tanto murallas como torres, están dotadas de almenas o merlones, y perforadas por aspilleras. Las torres disponen de tres pisos e incluso de cuatro si estas se sitúan en un terreno más bajo. Las murallas presentan dos entradas que permiten el acceso. La primera es una puerta soberbia situada en el costado meridional entre dos altas torres. Presenta dos grandes arcos de herradura, sobre los cuales se dispone un matacán. El segundo acceso, más modesto, está situado sobre el costado norte de la muralla.

### Interior del recinto

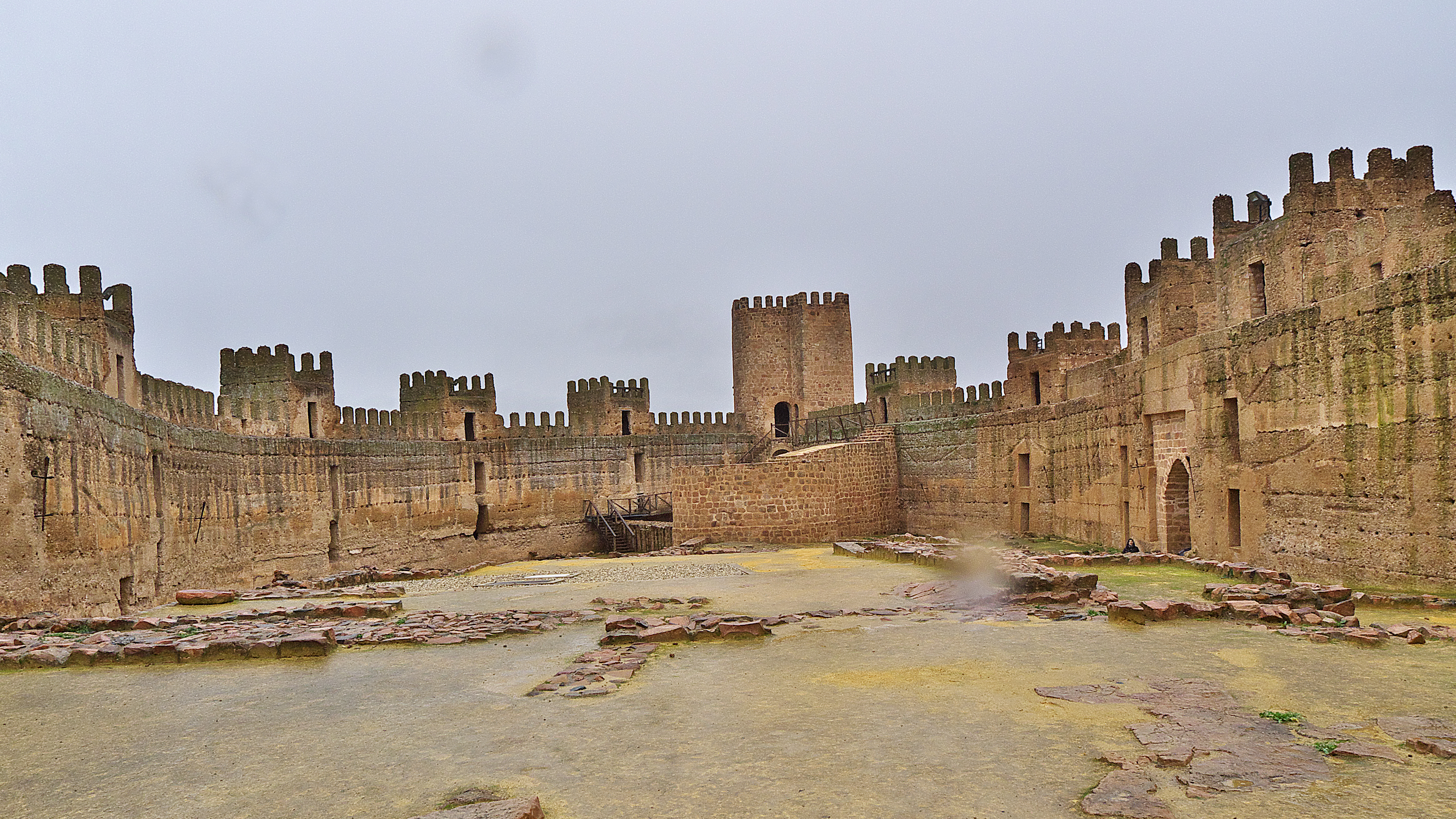
Fortaleza de Burgalimar. Interior

Las murallas rodean el patio de armas, en el que se halla un aljibe cubierto por una bóveda de medio cañón, y que está dividido en dos naves separadas.
Además de la torre del homenaje, también se observa otra modificación de la época cristiana dentro del recinto, vestigios de un pequeño fortín. Existía un alcazarejo circular o torreón imponente rodeado de una muralla interior, unida al recinto exterior por dos lienzos de pared. De esta obra, que dividía en dos partes la plaza de armas, sólo subsisten las bases del fortín y fragmentos de una de las paredes de defensa.

### Materiales de construcción
Los materiales de construcción son bastante uniformes, siendo el tapial el material predominante, tanto en los paños de la muralla como en los 14 torreones que la jalonan. Esta técnica responde a la necesidad básica de levantar con rapidez las fortificaciones, y explica el color específico del recinto, que oscila entre el pardo y el rojo; la portada, en cambio, es de piedra. La torre del homenaje, más tardía, también se construyó con piedra con un estilo que se asemeja más al de las fortificaciones góticas.

## Miscelánea
- A este castillo se le conoce también como "la fortaleza de los siete reyes", puesto que en él estuvieron más o menos tiempo, Alfonso VII, Alfonso VIII, Alfonso IX, Pedro II, Sancho VII, Fernando III y Fernando el Católico.[4]
- Se dice, según la tradición, que en 1189, nació entre sus muros el rey Fernando III el Santo.[4]
- El Castillo de Baños de la Encina es el segundo castillo más antiguo de Europa.[4]
- Desde 1969, este castillo ostenta el privilegio de poder enarbolar desde su torre del homenaje la bandera de la Comunidad Europea, privilegio concedido por el Consejo de Europa, y compartido únicamente con el Castillo de Florencia.[4]